# Bistum Kanjirapally
Das Bistum Kanjirapally (lateinisch Dioecesis Kanirapallensis) ist ein Bistum der mit der römisch-katholischen Kirche unierten syro-malabarischen Kirche mit Sitz in Kanjirapally in Indien. Es umfasst die Distrikte Kottayam, Idukki und Pathanamthitta im indischen Bundesstaat Kerala.

## Geschichte
Papst Paul VI. gründete es mit der Apostolischen Konstitution Nos Beati am 26. Februar 1977 aus Gebietsabtretungen des Bistums Palai und der Erzeparchie Changanacherry, der es auch als Suffraganbistum unterstellt wurde.

## Bischöfe von Kanjirapally
- Joseph Powathil (26. Februar 1977 – 5. November 1985, dann Erzbischof von Changanacherry)
- Mathew Vattackuzhy (20. Dezember 1986 – 23. Dezember 2000)
- Mathew Arackal (23. Dezember 2000 – 15. Januar 2020)
- Jose Pulickal (seit 15. Januar 2020)